# Лопит језик
Лопит језик је језик из породице нило-сахарских језика, грана нилотских језика. Њиме се служи око 50.000 становника Јужног Судана у вилајету Источна Екваторија у региону североисточно од града Торита.